# Elizabeth Cutter
Pour les articles homonymes, voir Cutter.
Elizabeth Graham Cutter (née le 9 août 1929 à Édimbourg et morte le 23 octobre 2010) est une botaniste écossaise, professeur de botanique à l'université Victoria de Manchester.

## Biographie

### Enfance et études
Fille unique de Roy and Alix Cutter, Elizabeth Cutter est née le 9 août 1929 à Édimbourg. Ses parents s'étaient rencontrés au Soudan où son père était juge colonial dans la fonction publique et ils y demeurèrent jusqu'en 1936, laissant leur fille à la garde de ses trois tantes. Elizabeth fait ses études secondaires à Rothesay, dans un pensionnat pour jeunes filles. Durant la guerre, elle est évacuée avec les autres élèves à Paxton House (en), près de Coldstream, où elles doivent s'abriter dans les caves lorsque des avions allemands survolent l'école.
Elle étudie la botanique à l'université de St Andrews où elle obtient son diplôme en 1951 ; elle présente ensuite un doctorat à l'université Victoria de Manchester en 1954. Elle est immédiatement engagée à Manchester comme assistant lecturer et y reste de 1955 à 1964.

### Carrière
Elizabeth Cutter quitte Manchester pour répondre à l'appel de l'université de Californie à Davis pour y remplacer Katherine Esau, spécialiste de l'anatomie végétale. Quatre ans plus tard elle est y nommée professeur. Sa réputation est assurée après la publication d'un ouvrage en deux volumes sur l'anatomie végétale, largement utilisé dans l'enseignement au Royaume-Uni et en Amérique du Nord. Elle démissionne de son poste en 1972 pour rentrer au Royaume-Uni s'occuper de sa mère, et est nommée senior lectureship à l'université de Manchester. Sept ans plus tard, elle obtient la chaire de botanique « George Harrison ».
Elle se rend compte que le département a grand besoin de retrouver sa réputation d'antan bien que cela demande un gros investissement en travail. De plus la situation s'aggrave lorsque le gouvernement de Margaret Thatcher réduit le financement des universités, ce qui l'empêche de recruter du personnel supplémentaire.
La botanique et dix autres départements scientifiques et de médecine fusionnent pour former la Manchester’s School of Biological Sciences en 1986. Elizabeth Cutter fait en sorte d'assurer la position de la botanique au sein de la nouvelle école, en dépit des inquiétudes soulevées par le fait que la réorganisation désavantagerait le département de botanique de l'université et elle devient un fidèle partisan des dirigeants de l'école. Elle est le chef de file d’une révision en profondeur du programme de premier cycle qui a abouti à la création de 18 programmes de bacheliers en sciences biologiques. Bien que l’école ait été créée par l’Université pour améliorer la recherche, Elizabeth Cutter a attiré un nombre croissant d’étudiants car son leadership avait permis d’en améliorer les bénéfices.
Elizabeth Cutter a également occupé des fonctions dans plusieurs sociétés, notamment la Botanical Society of America, la Linnean Society of London, l'International Society of Plant Morphologists et la Society for Experimental Biology.

### Héritage et mort
E. Cutter était considérée comme un excellent professeur et botaniste de terrain ; elle a dirigé des sessions de terrain de premier cycle et a continué à y participer à Manchester même après être devenue chef de département. Elle a publié plus de 50 articles et sa réputation comme chercheur a attiré des étudiants du monde entier. Après sa retraite, elle s'est installée à Gattonside (en), dans les Scottish Borders, où elle a poursuivi ses hobbys de longue date, la pêche et la photographie. Elle est aussi devenue présidente de la Société botanique d'Écosse (en), a donné quatre conférences en Écosse et est restée en contact avec des collègues qui organisaient des stages de terrain au Perthshire's Kindrogan Field Centre.
Elizabeth Cutter est morte le 23 octobre 2010 ; elle n'avait plus aucune famille en vie.

## Œuvres
- (en) Plant Anatomy : Experiment and Interpretation : Cells and tissues, vol. 1, Londres, Edward Arnold, 1969, 168 p..
- (en) Plant Anatomy : Experiment and Interpretation : Organs, vol. 2, Londres, Edward Arnold, 1971, 343 p. (ISBN 0-7131-2302-8).
- (en) Elizabeth Cutter (éditeur scientifique), Trends in Plant Morphogenesis : Essays presented to C.W. Wardlaw on his sixty-fifth birthday, Londres, Longmans, 1966, 329 p..